# Kangaba
Kangaba (en llengua malinke: Ka'ba) és una ciutat de Mali, al cercle de Kangaba de la regió de Koulikoro. És la ciutat principal de la comuna de Benkadi. Es troba en ple país mande o manding, centre de l'antic Imperi de Mali. Està situada a uns 40 km al nord de la frontera de Guinea i a uns 80 km al sud de Bamako, a la vora del riu Níger.

## Patrimoni de la Humanitat
La població conté la casa sagrada de Kangaba, anomenada Kama Bolon, una casa de totxos en una plaça pública ("bara") al centre de la població, que era el lloc de preservació dels fetitxes, el sostre de la qual és restaurat cada set anys en una gran cerimònia en la que els griots de la família Diabaté de Kéla (una població veïna) reciten els mites de la creació i la genealogia dels Keita; la casa data de 1653. El 16 de març de 2011 el govern va declarar patrimoni cultural nacional la restauració septennal del sostre o «Kamabulon» (o Kamablon) de la casa. L'edifici és Patrimoni de la Humanitat de la UNESCO i la cerimònia és un patrimoni intangible de la Humanitat des de 2009. També a Kangaba es troba la plana de Kurukan (Kurukan Fuka) on el 1236 Soundiata Keïta (emperador de Mali 1190-1255) va proclamar la "carta de Kurukan Fuka", una mena de primera declaració universal dels drets dels homes marcant les bases de l'Imperi de Mali. Dins d'aquest imperi Kangaba fou una província destacada.

## Història
El país de Kangaba fou sotmès per al-Hadjdj Umar a mitjan segle xix. El 1881 en plena ofensiva de Samori Turé cap al Wassulu, el país de Kangaba de població manding se li va sotmetre voluntàriament. Al febrer de 1882, després de destruir Kéniera, Samori va entrar en país manding i es va establir a Kangaba que se li havia sotmès; després va baixar més al sud i va conquerir Bidiga i el Bouré impedint l'accés francès a aquestes regions. Des de l'agost de 1882 Samori des de Kangaba, va amenaçar la població de Niagassola i va entrar en contracta amb l'almamy de Mourgoula. Després va retornar al Ouassoulou per acabar la submissió de la gent de les muntanyes del sud del país.
A finals de 1884 Antoine Combes va marxar a Kita i Bamako. El març de 1885 va arribar a Niagassola i van començar a construir el fort. Després van anar al Siéké i al Bouré, que es van sotmetre expulsant als sofes de les seves posicions. Després va arribar a Siguiri, on el comandant Combes va travessar el riu i va destruir un poblament que s'havia mostrat hostil. Baixant després per la riba esquerra va arribar a Kangaba i va deixar una peça d'artilleria per protegir la construcció del fort de Niagassola. La resta de l'any es van produir fortes lluites amb Samori pels territoris al sud d'aquest fort durant les quals Kangaba va servir de base per l'ofensiva de Samori contra els francesos. Al acostar-se la hivernada Samori Turé es va retirar-se a Faraoulia, al Siéké, deixant una guarnició a Kokoro i al seu germà Malinkamory estacionat a Gale mentre l'altre germà Fabou Ibrahima va tornar a la base principal de Kangaba. Durant el hivern els sofes van fer incursions a la vall del Bakhoy i del Bafing, saquejant el Gadougou i el Gangaran arribant en les seves incursions fins a Médine a la vora del riu Senegal, i fins a Fatafi al Gangaran.